# Stéphanie Machefaux
Stéphanie Machefaux (5 de febrero de 1968) es una deportista francesa que compitió en halterofilia. Ganó una medalla de bronce en el Campeonato Europeo de Halterofilia de 1995, en la categoría de 50 kg.

## Palmarés internacional
| Campeonato Europeo | Campeonato Europeo  | Campeonato Europeo | Campeonato Europeo |
| Año                | Lugar               | Medalla            | Categoría          |
| ------------------ | ------------------- | ------------------ | ------------------ |
| 1995               | Beer Sheva (Israel) | Medalla de bronce  | 50 kg              |